# Noah Lyles
Noah Lyles (Gainesville, 1997. július 18. –) amerikai világbajnok, olimpiai bajnok rövidtávfutó.

## Pályafutása
Lyles a 2014-es ifjúsági olimpián 200 méteres síkfutásban aranyérmes lett.
2016-ban részt vett az amerikai olimpiai válogatón. A 100 méteres távon a selejtezőben kiesett, 200 méteren viszont megnyerte az elődöntőjét, a döntőben pedig negyedik helyen végzett és 20,09-es idejével megdöntötte a 31 éve fennálló amerikai középiskolás rekordot. Az olimpiára ugyan nem jutott akkor ki, de az U20-as világbajnokságon részt vehetett, ahol 100 méteren és a 4 × 100 méteres váltó tagjaként is aranyérmes lett.
Az amerikai fedett pályás bajnokságon 2017-ben megszerezte első felnőtt bajnoki címét a 300 méteres síkfutásban. Egy hónappal később életében először futott 10 másodpercen belüli 100 métert, 9,95-ös idejét azonban nem hitelesítették az erős hátszél miatt. A 2018-as amerikai bajnokságon új egyéni csúccsal, 9,88 másodperces eredménnyel tudott győzni 100 méteren. Ezzel ő lett a szám legfiatalabb győztese Sam Graddy 1984-es győzelme óta. 2018 júliusában a monacoi Diamond League versenyt 19,65-ös egyéni csúccsal nyerte, ami akkor a világ valaha futott 8. legjobb ideje lett 200 méteren. Ebben a szezonban négyszer is 19,70-en belüli időt tudott futni.
2019-ben tovább javította 200 méteren futott egyéni csúcsát, 19,50 másodperces idejével az örökranglista negyedik helyére került. A 2019-es világbajnokságon a 4 × 100 méteres váltó tagjaként aranyérmes lett.
A tokiói olimpián 2021-ben 200 méteren 19,74 másodperces eredménnyel lett bronzérmes. A 2022-es világbajnokságon megjavította a Michael Johnson 1996 óta fennálló amerikai országos csúcsát és 19,31 másodperces idővel lett másodszor is világbajnok ebben a számban. A 4 × 100 méteres váltóval viszont nem sikerült megvédenie címét, a döntőben a kanadai csapat mögött lett ezüstérmes.
A 2023-as világbajnokságon Budapesten 100 méteren is elindult, és egyéni legjobbjával 9,83 másodperccel győzni is tudott. Pár nappal később főszámában a 200 méteres síkfutásban újra megvédte címét, 19,52 másodperces idővel.
A 2024-es párizsi olimpián minden idők egyik legszorosabb 100 méteres döntőjében századmásodpercre azonos időt futott a jamaicai Kishane Thompsonnal. Mindketten 9,79 másodperccel értek célba, az ezredeket is megvizsgálva 5 ezredmásodpercnyi előnyt állapítottak meg Lyles javára. 200 méteren pozitív Covid-teszttel harmadik helyet ért el.

## Egyéni legjobbjai
| Táv       | Eredmény | Helyszín                               | Időpont            |
| --------- | -------- | -------------------------------------- | ------------------ |
| 100 m     | 9,79     | Párizs, Franciaország                  | 2024. augusztus 4. |
| 200 m     | 19,31    | Eugene, Amerikai Egyesült Államok      | 2022. július 21.   |
| 400 m     | 47,04    | Forestville, Amerikai Egyesült Államok | 2016. április 23.  |
| 4 × 100 m | 37,10    | Doha, Katar                            | 2019. október 5.   |
| 4 × 400 m | 3:02,99  | Gainesville, Amerikai Egyesült Államok | 2023. április 1.   |